# Município de Taylor (condado de Union, Ohio)
O município de Taylor (em inglês: Taylor Township) é um município localizado no condado de Union no estado estadounidense de Ohio. No ano de 2010 tinha uma população de 1.560 habitantes e uma densidade populacional de 22,6 pessoas por km².

## Geografia
O município de Taylor encontra-se localizado nas coordenadas 40° 19′ 44″ N, 83° 22′ 48″ O. Segundo a Departamento do Censo dos Estados Unidos, o município tem uma superfície total de 69.04 km², da qual 68,17 km² correspondem a terra firme e (1,26 %) 0,87 km² é água.

## Demografia
Segundo o censo de 2010, tinha 1.560 habitantes residindo no município de Taylor. A densidade populacional era de 22,6 hab./km². Dos 1.560 habitantes, o município de Taylor estava composto pelo 96,92 % brancos, o 0,77 % eram afroamericanos, o 0,19 % eram amerindios, o 0,71 % eram asiáticos, o 0,19 % eram de outras raças e o 1,22 % eram de uma mistura de raças. Do total da população o 0,64 % eram hispanos ou latinos de qualquer raça.